# Kristers Tobers
Kristers Tobers (ur. 13 grudnia 2000 w Dobele) – łotewski piłkarz występujący na pozycji środkowego obrońcy w szkockim klubie Aberdeen, oraz  reprezentacji Łotwy.

## Kariera klubowa

### FK Liepāja
W 2016 przeszedł z młodzieżowej drużyny FK Liepāja do seniorskiej kadry tego klubu. W jego barwach zadebiutował 16 lipca 2016 w 1/8 finału Pucharu Łotwy przeciwko Caramba Riga (2:5). W 2017 jego zespół zdobył Puchar Łotwy pokonując w finale Riga FC (2:0). W Virslīga zadebiutował 31 marca 2018 w meczu przeciwko Riga FC (1:0). Pierwszą bramkę zdobył 4 maja 2018 w meczu ligowym przeciwko Spartaksowi Jurmała (2:2).

### Lechia Gdańsk
17 stycznia 2020 udał się na półroczne wypożyczenie do Lechii Gdańsk. W klubie zadebiutował 7 lutego 2020 w meczu Ekstraklasy przeciwko Śląskowi Wrocław (2:2).
1 sierpnia 2020 został wykupiony z klubu FK Liepāja i podpisał trzyletni kontrakt z Lechią Gdańsk.

## Kariera reprezentacyjna

### Łotwa U-17
W 2016 otrzymał powołanie do reprezentacji Łotwy U-17. Zadebiutował w niej 11 maja 2016 w meczu towarzyskim przeciwko reprezentacji Mołdawii U-16 (2:4), w którym zdobył debiutancką bramkę. 30 sierpnia 2016 w meczu towarzyskim przeciwko reprezentacji Norwegii U-17 (3:0), został kapitanem zespołu U-17 i pełnił tę rolę, aż do zmiany kadry na U-18.

### Łotwa U-18
W 2017 otrzymał powołanie do reprezentacji Łotwy U-18, w której zadebiutował 15 stycznia 2017 w meczu towarzyskim przeciwko reprezentacji Białorusi U-17 (2:0). Pierwszą bramkę zdobył 18 stycznia 2017 w meczu towarzyskim przeciwko reprezentacji Finlandii U-17 (5:1).

### Łotwa U-19
W 2017 otrzymał powołanie do reprezentacji Łotwy U-19. Zadebiutował w niej 2 września 2017 w meczu towarzyskim przeciwko reprezentacji Grecji U-19 (1:2). Pierwszą bramkę zdobył 14 listopada 2017 w meczu eliminacji do Mistrzostw Europy U-19 2018 przeciwko reprezentacji San Marino U-19 (0:4).

### Łotwa U-21
W 2018 otrzymał powołanie do reprezentacji Łotwy U-21, w której zadebiutował 7 września 2018 w meczu eliminacji do Mistrzostw Europy U-21 2019 przeciwko reprezentacji Ukrainy U-21 (3:2).

### Łotwa
W 2019 otrzymał powołanie do reprezentacji Łotwy. Zadebiutował w niej 21 marca 2019 w meczu eliminacji Mistrzostw Europy 2020 przeciwko reprezentacji Macedonii Północnej (3:1).

## Statystyki

### Klubowe
(aktualne na dzień 7 czerwca 2022)
| Klub                 | Sezon              | Liga               | Liga  | Liga   | Puchar kraju | Puchar kraju | Europa | Europa | Suma  | Suma   |
| Klub                 | Sezon              | Liga               | Mecze | Bramki | Mecze        | Bramki       | Mecze  | Bramki | Mecze | Bramki |
| -------------------- | ------------------ | ------------------ | ----- | ------ | ------------ | ------------ | ------ | ------ | ----- | ------ |
| FK Liepāja           | 2016               | Virslīga           | –     | –      | 1            | 0            | –      | –      | 1     | 0      |
| FK Liepāja           | 2017               | Virslīga           | –     | –      | 1            | 0            | –      | –      | 1     | 0      |
| FK Liepāja           | 2018               | Virslīga           | 23    | 2      | 2            | 0            | 2      | 0      | 27    | 2      |
| FK Liepāja           | 2019               | Virslīga           | 24    | 3      | 2            | 0            | 4      | 0      | 30    | 3      |
| FK Liepāja           | Ogólnie            | Ogólnie            | 47    | 5      | 6            | 0            | 6      | 0      | 59    | 5      |
| Lechia Gdańsk (wyp.) | 2019/20            | Ekstraklasa        | 10    | 0      | 1            | 0            | –      | –      | 11    | 0      |
| Lechia Gdańsk (wyp.) | Ogólnie            | Ogólnie            | 10    | 0      | 1            | 0            | 0      | 0      | 11    | 0      |
| Lechia Gdańsk        | 2020/21            | Ekstraklasa        | 17    | 0      | 1            | 0            | –      | –      | 18    | 0      |
| Lechia Gdańsk        | 2021/22            | Ekstraklasa        | 11    | 0      | 0            | 0            | –      | –      | 11    | 0      |
| Lechia Gdańsk        | Ogólnie            | Ogólnie            | 28    | 0      | 1            | 0            | 0      | 0      | 29    | 0      |
| Ogólnie w karierze   | Ogólnie w karierze | Ogólnie w karierze | 85    | 5      | 8            | 0            | 6      | 0      | 99    | 5      |

### Reprezentacyjne
(aktualne na dzień 17 czerwca 2022)
| Reprezentacja | Rok     | Mecze | Bramki |
| ------------- | ------- | ----- | ------ |
| Łotwa         | 2019    | 6     | 0      |
| Łotwa         | 2020    | 3     | 0      |
| Łotwa         | 2021    | 3     | 0      |
| Łotwa         | 2022    | 6     | 0      |
| Ogólnie       | Ogólnie | 18    | 0      |

| Mecze i gole w reprezentacji | Mecze i gole w reprezentacji | Mecze i gole w reprezentacji | Mecze i gole w reprezentacji | Mecze i gole w reprezentacji | Mecze i gole w reprezentacji | Mecze i gole w reprezentacji |
| Lp.                          | Data                         | Miejsce                      | Przeciwnik                   | Wynik                        | Gol                          | Rozgrywki                    |
| ---------------------------- | ---------------------------- | ---------------------------- | ---------------------------- | ---------------------------- | ---------------------------- | ---------------------------- |
| 1.                           | 21.03.2019                   | Skopje, Macedonia Północna   | Macedonia Północna           | 3:1                          |                              | el. ME 2020                  |
| 2.                           | 24.03.2019                   | Warszawa, Polska             | Polska                       | 2:0                          |                              | el. ME 2020                  |
| 3.                           | 07.06.2019                   | Ryga, Łotwa                  | Izrael                       | 0:3                          |                              | el. ME 2020                  |
| 4.                           | 10.06.2019                   | Ryga, Łotwa                  | Słowenia                     | 0:5                          |                              | el. ME 2020                  |
| 5.                           | 06.09.2019                   | Wals-Siezenheim, Austria     | Austria                      | 6:0                          |                              | el. ME 2020                  |
| 6.                           | 10.10.2019                   | Ryga, Łotwa                  | Polska                       | 0:3                          |                              | el. ME 2020                  |
| 7.                           | 07.10.2020                   | Podgorica, Czarnogóra        | Czarnogóra                   | 1:1                          |                              | Mecz towarzyski              |
| 8.                           | 10.10.2020                   | Tórshavn, Wyspy Owcze        | Wyspy Owcze                  | 1:1                          |                              | LN 2020/21                   |
| 9.                           | 13.10.2020                   | Ryga, Łotwa                  | Malta                        | 0:1                          |                              | LN 2020/21                   |
| 10.                          | 24.03.2021                   | Ryga, Łotwa                  | Czarnogóra                   | 1:2                          |                              | el. MŚ 2022                  |
| 11.                          | 27.03.2021                   | Amsterdam, Holandia          | Holandia                     | 0:2                          |                              | el. MŚ 2022                  |
| 12.                          | 30.03.2021                   | Stambuł, Turcja              | Turcja                       | 3:3                          |                              | el. MŚ 2022                  |
| 13.                          | 25.03.2022                   | Attard, Malta                | Kuwejt                       | 1:1                          |                              | Mecz towarzyski              |
| 14.                          | 29.03.2022                   | Baku, Azerbejdżan            | Azerbejdżan                  | 1:0                          |                              | Mecz towarzyski              |
| 15.                          | 03.06.2022                   | Ryga, Łotwa                  | Andora                       | 3:0                          |                              | LN 2022/23                   |
| 16.                          | 06.06.2022                   | Ryga, Łotwa                  | Liechtenstein                | 1:0                          |                              | LN 2022/23                   |
| 17.                          | 10.06.2022                   | Kiszyniów, Mołdawia          | Mołdawia                     | 4:2                          |                              | LN 2022/23                   |
| 18.                          | 14.06.2022                   | Vaduz, Liechtenstein         | Liechtenstein                | 2:0                          |                              | LN 2022/23                   |

## Sukcesy

### FK Liepāja
- Puchar Łotwy (1×): 2017